# Молодова V
Молодова V — многослойная стоянка на правом берегу Днестра в урочище Голый Щовб, вблизи села Братановка Черновицкой области Украины. Имеет 20 культурных слоёв (мустье — поздний палеолит), датируется от 60-50 до 10 тыс. лет назад. Для мустьерских слоёв характерна индустрия леваллуа-мустьерского типа. Основным объектом охоты был мамонт.
В позднепалеолитических слоях, кроме кремнёвых изделий, зафиксированы остатки жилых комплексов. Каменная индустрия (призматическая техника, доминирование резцов, скребки, микропластинки, граветтские острия и пластинки с притуплённым краем) является определённо граветской. Разнообразную коллекцию составляют изделия из кости и рога: наконечники дротиков, мотыги, молотки, выпрямители, шила и тому подобное. Встречаются художественные произведения: украшения, фрагменты антропоморфной скульптуры. Наиболее оригинальна среди них флейта из рога северного оленя. Фауна представлена костями северного оленя.
А. П. Черныш считал, что просверленные «жезлы начальника» найденные на стоянке Молодова V, были инструментом для протягивания верёвок или ремней с целью их разминания.
Останки шерстистого носорога найдены в раннемезолитическом слое 1а стоянки Молодова V.